# Zaklepica
Zaklepica is een plaats in de gemeente Ivanić-Grad in de Kroatische provincie Zagreb. De plaats telt 101 inwoners (2001).